# Abies holophylla
Espèce
Statut de conservation UICN

 NT  : Quasi menacé
Abies holophylla est une espèce de conifères de la famille des Pinaceae originaire des régions montagneuses de la Corée du Nord, Ussuriland du Sud et la Chine dans les provinces du Heilongjiang, Jilin et Liaoning.
C’est un conifère à feuilles persistantes à 30 m de haut et 1 m de diamètre de troncavec une couronne conique étroite des branches de propagation horizontales. L’écorce est écailleuse et gris-marron avec des ampoules de résine. Les feuilles (ou « aiguilles ») sont aplatis, 2 à 4 cm de long et de 1,5 à 2,5 mm d’épaisseur, réparties à angle droit du tir et la fini a un point.
Ils réparties des deux côtés, mais pas plat comment par exemple en sapin blanc. Habituellement, ils ont plus ou moins lèvent formant avec le tournage un compartiment vide de forme de V au-dessus de lui. À la différence en sapin blanc, les feuilles icisont tranchants et piquants, sans mise en retrait au sommet.
Abies holophylla est parfois, mais pas couramment, utilisé comme plante ornementale.

## Liste des variétés
Selon Tropicos (28 août 2014) :
- variété Abies holophylla var. aspericorticea Y.Y. Sun